# غاد ريست يو ميري، جنتلمان
غد ريست يو ميري، جنتلمان (بالإنجليزية: God Rest You Merry, Gentlemen) هي ترنيمة عيد الميلاد مسيحية إنجليزية قديمة، تعود إلى القرن ال16 الميلادي وهي من تلحين جيمس ناريس، قام الروائي تشارلز ديكنز بوضع هذه الترنيمة في رواية ترنيمة عيد الميلاد التي ألفها في سنة 1843.